# Ranitydyna
Ranitydyna – wielofunkcyjny organiczny związek chemiczny, lek z grupy blokerów H2, hamujący wydzielanie kwasu solnego przez komórki okładzinowe żołądka. Jest stosowany głównie w terapii choroby wrzodowej żołądka i dwunastnicy.

## Mechanizm działania
Ranitydyna jest specyficznym antagonistą kompetycyjnym receptora histaminowego H2 w błonie śluzowej żołądka, hamującym wydzielanie kwasu solnego przez komórki okładzinowe; w mniejszym stopniu wpływa na zmniejszenie wydzielania pepsyny i soku żołądkowego.
Hamowanie wydzielania przebiega zarówno w fazie spoczynkowej (silnie hamuje wydzielanie nocne), jak i pobudzonej pokarmem, kofeiną, insuliną, histaminą, cholinomimetykami, pentagastryną i gastryną. Ranitydyna działa silniej od cymetydyny i w przeciwieństwie do niej nie hamuje enzymów mikrosomalnych w wątrobie. Nie wpływa również na wytwarzanie śluzu i wydzielanie enzymów trzustkowych.
Po podaniu doustnym dobrze wchłania się z przewodu pokarmowego. Po 2 godzinach osiąga maksymalne stężenie we krwi, działanie utrzymuje się około 12 godzin. Po podaniu domięśniowym szybko wchłania się, a maksymalne stężenie we krwi występuje w ciągu 15 min. Przenika przez barierę łożyska i do mleka matki. Ulega także eliminacji poprzez hemodializę.

## Wskazania
- choroba wrzodowa żołądka i dwunastnicy
- choroba refluksowa przełyku
- zespół Zollingera-Ellisona
- łagodzenie objawów ze strony przewodu pokarmowego (zgaga, niestrawność)
- profilaktyka wrzodów stresowych i krwawienia z górnego odcinka przewodu pokarmowego
- zapobieganie zachłystowemu zapaleniu płuc w czasie znieczulenia ogólnego

## Przeciwwskazania
Przeciwwskazania do stosowania leku:
- nadwrażliwość na lek
- nowotworowy charakter dolegliwości
- ostra porfiria w wywiadzie

## Działania niepożądane
- zaburzenia widzenia
- bóle i zawroty głowy
- senność lub zaburzenia snu
- zaburzenia rytmu serca
- nudności, wymioty
- zaparcia
- biegunka
- zwiększenie aktywności enzymów wątrobowych

Bardzo rzadko:
- małopłytkowość
- leukopenia
- granulocytopenia
- zaburzenia potencji
- ginekomastia
- reakcje uczuleniowe

O ile nie wystąpią objawy niepożądane (np. senność, stan splątania, niewyraźne widzenie), lek nie wpływa na zdolność do kierowania pojazdami mechanicznymi i obsługi maszyn.

## Stosowanie w trakcie ciąży i karmienia
Klasyfikacja FDA leków stosowanych w ciąży: kategoria B (nie zaleca się stosowania w okresie karmienia piersią).

## Dawkowanie
Według zaleceń lekarza.

## Preparaty
Preparaty dopuszczone do obrotu w Polsce (1.01.2020):
Gastranin Zdrovit, Raniberl Max, Ranic, Ranigast, Ranigast Fast, Ranigast Max, Ranigast Pro, Ranimax, Ranisan, Ranitydyna, Riflux, Solvertyl, Zantac. We wrześniu 2019 r. część preparatów została wycofana z powodu zanieczyszczenia rakotwórczą N-nitrozodimetyloaminą (NDMA). W listopadzie 2020 r. Europejska Agencja Leków zaleciła wstrzymanie obrotu w Europie wszystkimi preparatami ranitydyny.